# Albert Tonak

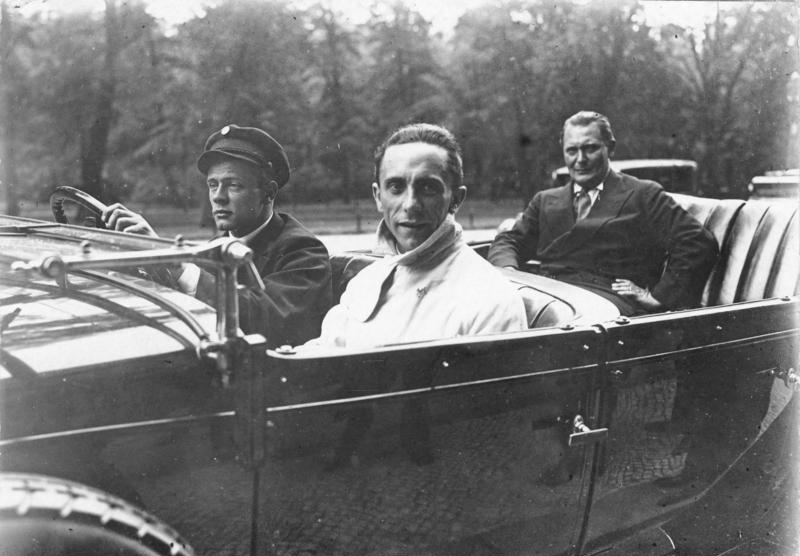
Tonak am Steuer von Goebbels’ Wagen. Im Fond: Hermann Göring (1930).

Albert Tonak (* 8. März 1906 in Berlin; † 30. April 1942 bei Gusewo) war ein deutscher SS-Angehöriger und Chauffeur von Joseph Goebbels.

## Leben

### Karriere in der NSDAP
Dem Völkischen Beobachter zufolge gehörte Tonak ursprünglich dem Rotfrontkämpferbund an, bevor er anlässlich einer nationalsozialistischen Abendveranstaltung in den Pharussälen zum Nationalsozialismus „konvertierte“. Seinen SS-Unterlagen zufolge trat er offiziell am 4. April 1926 in die NSDAP (Mitgliedsnummer 33.733) ein. Von 1925 bis 1927 gehörte er der SA an, um Ende der 1920er Jahre eines der ersten Mitglieder der SS (SS-Nummer 1.127) zu werden.
Seit 1926 war Tonak der persönliche Chauffeur und Leibwächter des Berliner Gauleiters Joseph Goebbels. Goebbels nutzte seinen Fahrer verschiedentlich für seine Propaganda: So posierte er mit ihm für einen Artikel in der Deutschen Illustrierten vom 3. November 1936, in dem er seine Verbundenheit mit dem „kleinen Mann“ zu demonstrieren versuchte. Am 22. September 1929 wurde Tonak bei einem Angriff auf Goebbels schwer verletzt. Einen anderen Angriff, der Tonak selbst galt, schlachtete Goebbels 1932 in seinem Buch Kampf um Berlin aus:
„Als der Chauffeur von Dr. Goebbels, Albert Tonak, am Freitag nach der Versammlung heimkehrte, wurde ihm vor dem Haus von roten Mordbuben aufgelauert. Er liegt nun mit zwei Messerstichen im Arm und einem Bauchstoß schwer darnieder.“
Zum 1. Januar 1934 erhielt Tonak in der Überspringung des Dienstrangs Sturmführer (Leutnant) die Ernennung zum Obersturmführer. Am 4. Juli 1934 wurde Tonak, damals dem SS-Abschnitt XXIII (Brandenburg) zugeteilt, aufgrund seiner Rolle bei der Niederschlagung des sogenannten Röhm-Putsches zum SS-Hauptsturmführer befördert. Seine Beförderung war dabei – neben den Beförderungen von Emil Maurice, Christian Weber, Bernhard Siebken, Alfred Holstein, Albin von Reitzenstein, Wilhelm Keilhaus, Monschein und Karl Hanke – von mindestens neun SS-Beförderungen die von Reichsführer SS Heinrich Himmler persönlich ausgesprochen wurden. Später erhielt er unter anderem auch den SS-Totenkopfring.
In den späteren 1930er Jahren siedelte Tonak als Betriebswalter nach Breslau über.

### Zweiter Weltkrieg und Tod
Ab 1940 nahm Tonak als einfacher Sturmmann mit der Waffen-SS am Zweiten Weltkrieg teil. Er gehörte zunächst der 1. Schwadron des 2. SS-Totenkopf-Reiterregiments an.
Spätestens 1941 wurde er der SS-Kavallerie-Brigade Warschau IIa zugeteilt. Er starb Ende April 1942 bei einem Partisanenüberfall bei Gusewo. Sein Leichnam wurde in Korotona beigesetzt. Goebbels’ Adjutant Prinz Friedrich Christian zu Schaumburg-Lippe berichtete später in seiner Biografie des Propagandaministers, dass dieser um Tonak „sehr getrauert habe“.
Tonaks Leichnam liegt heute auf dem Sammelfriedhof Rshew in Russland begraben.

### Familie
In erster Ehe war Tonak seit 1930 mit Frida Müller der Stellvertreterin als Reichsleiterin der DFO verheiratet. Am 1. Juli 1937 heiratete er Lotte Riegel (* 16. August 1914). Aus der Ehe gingen vier Kinder hervor.

## Archivalien
- SS-Führerpersonalakte, Bundesarchiv Lichterfelde (SSO 186-B „Tolius – Tootson“, Bilder 528–533).